# Arhiepiscopia Sibiului

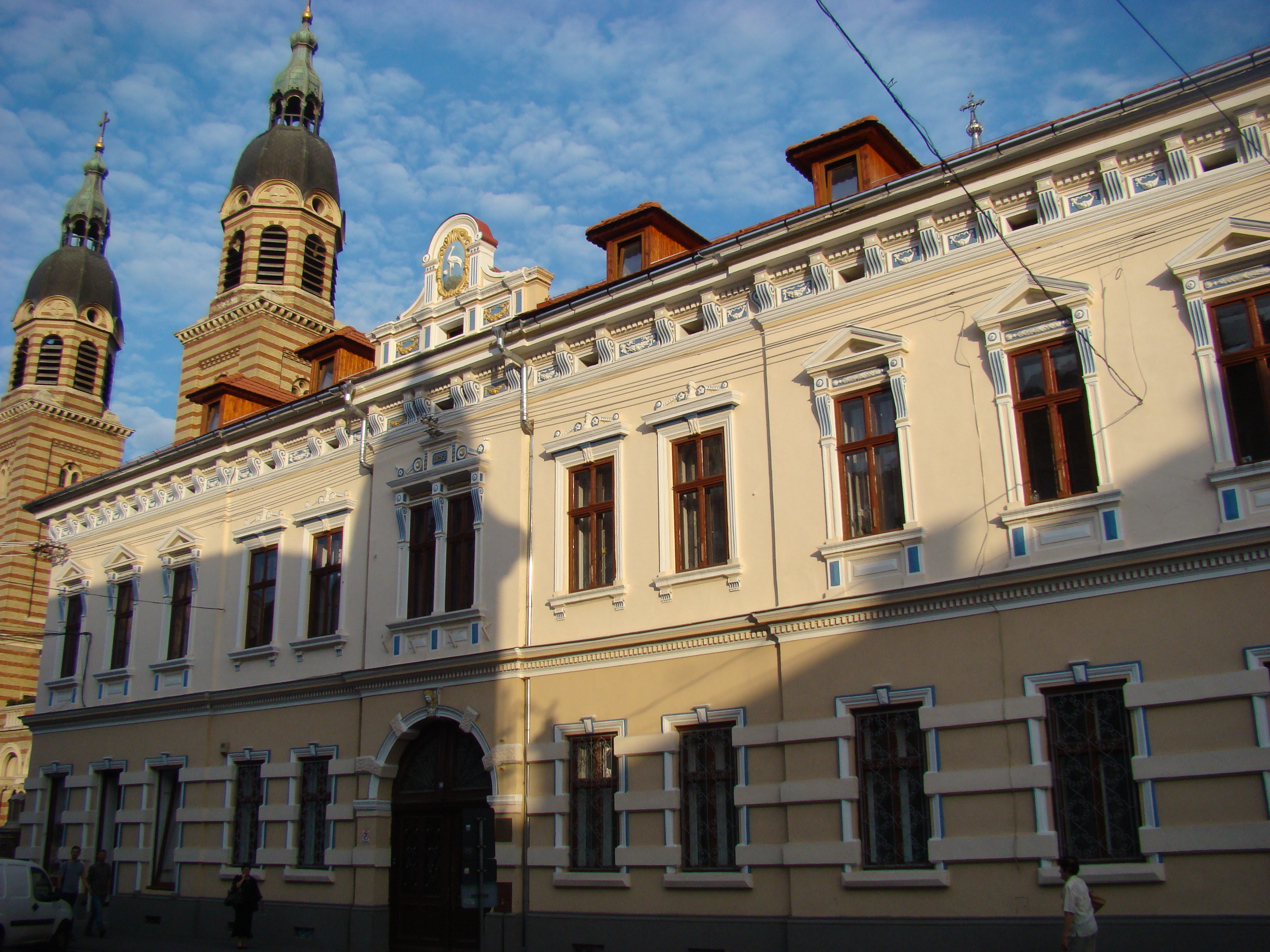
Arhiepiscopia Sibiului

Arhiepiscopia Sibiului este o eparhie a Bisericii Ortodoxe Române. Are sediul în Sibiu și jurisdicția peste județele Sibiu și Brașov. Din anul 2005 condusă de arhiepiscopul Laurențiu Streza, totodată mitropolit al Ardealului.